# Richard Gerstl
Richard Gerstl (født 14. september 1883 i Wien, Østrig-Ungarn; død 4. november 1908 i Wien) var en østrigsk portræt- og landskabsmaler.
Som 15-årig begyndte Gerstl at studere ved "Allgemeine Malerschule" hos Christian Griepenkerl på Kunstakademiet i Wien, og sommermånederne 1900 og 1901 tilbragte han i den ungarske maler Simon Hollósys modernistiske kunstnerkoloni i Nagybánya.
Gerstl tog 1908 livet af sig ved hængning.
| - Richard Gerstl − portrætter - Richard Gerstl, 1902/03 - Selvportræt, 1904/05, Leopold Museum, Wien - Selvportræt med palet, 1908 - Selvportræt, 1907/08 - Selvportræt, leende, 1908, Österreichische Galerie Belvedere, Wien |

| - Værker af Richard Gerstl - Portræt af Arnold Schönberg, 1905, Wien Museum - Søstrene Karoline og Pauline Fey, 1905, Österreichische Galerie Belvedere - Kvinde med barn (Mathilde Schönberg med datteren Gertrud), 1906 - Professor Ernst Diez, kunsthistoriker. 1906 - Traunsee med sovende græsk kvinde, 1907. Leopold Museum - Tandhjulsbanen til Kahlenberg(de)), 1907. - Gruppeportræt med Schönberg, 1907 Kunsthaus Zug Zug, Schweiz - Mathilde Schönberg, 1907. Arnold Schönbergs hustru - Vej ved sø nær Gmunden, 1907, ('Lakeside Road') Leopold Museum, Wien - Gadebillede (Nußdorferstraße), 1908, privat samling - Et par i marken ('Couple in the Field') 1908 - Portræt af Henryka Cohn, 1908 Leopold Museum - Familien Schönberg, 1908, MUMOK (Museum Moderner Kunst Stiftung Ludwig Wien) |